# Микулинецький повіт
Микулинецький повіт — адміністративна одиниця Тернопільського округу, у короннім краю Королівство Галичини та Володимирії у складі Австрійської імперії).
Повіт утворено в середині 1850-х років та існував до адміністративної реформи 1867 року.
Кількість будинків — 3669 (1866)
Староста (Bezirk Vorsteher): Йоганн Кронштайн (Eugen Schiller von Schildenfeld) (1866)
Громади (гміни): Микулинці (містечко), Конопківка, Воля Мазовецька, Баворів, Білошкірка, Чортория, Грабовець, Лучка, Людвиківка, Ладичин, Велика Лука, Мишковичі, Магдалівка, Настасів, Остальці, Козівка, Сущин, Скоморохи, Смолянка, Кривки, Прошова, Залав'я, Ілавче з Йозефівкою, Лошнів..
1867 року після адміністративної реформи більша частина повіту відійшла до Тернопільського повіту, а дві гміни (Ілавче з Йозефівкою та Лошнів) — до Теребовлянського повіту.